# Samarra
Samarra (tiếng Ả Rập: سامراء) là một thành phố ở Iraq. Nó nằm trên bờ phía đông của sông Tigris thuộc tỉnh Saladin cách 125 kilômét (78 mi) về phía bắc thủ đô Bagdad. Năm 2003, thành phố có dân số ước tính là 349.700 người. Thành phố từng nằm trong Tam giác Sunni, nơi diễn ra Bạo lực giáo phái tại Iraq.
Vào thời Trung Cổ, thành phố là thủ đô của Khalip Abbas và là thủ đô Hồi giáo duy nhất còn lại vẫn giữ nguyên kế hoạch ban đầu, cùng nhiều công trình kiến trúc và di tích nghệ thuật. Năm 2007, UNESCO đã công nhận Samarra trở thành Di sản thế giới.

## Lịch sử

### Samarra cổ đại
Phần còn lại của Samarra thời tiền sử được khai quật lần đầu tiên từ năm 1911 đến 1914 bởi nhà khảo cổ học người Đức Ernst Herzfeld, và nó được xếp loại vào Văn hóa Samarra. Kể từ năm 1946, các sổ ghi chép, thư từ, báo cáo khai quật chưa được công bố và các bức ảnh đã có trong Phòng trưng bày Nghệ thuật Tự do ở Washington DC.
Nền văn minh phát triển cùng với Thời kỳ Ubaid, là một trong những thị quốc đầu tiên ở Cận Đông. Nó tồn tại từ 5.500 TCN và cuối cùng sụp đổ vào 3.900 TCN.